# What Keeps You Alive
What Keeps You Alive é um filme canadense de terror psicológico de 2018 escrito e dirigido por Colin Minihan. É estrelado por Hannah Emily Anderson e Brittany Allen e segue uma jovem lutando por sua vida enquanto as intenções assassinas de sua esposa se tornam evidentes.
O filme estreou no SXSW Film Festival em 10 de março de 2018. Recebeu críticas positivas da crítica.

## Enredo
Jackie leva sua esposa Jules para uma cabana remota para comemorar seu primeiro aniversário. Jules fica desconfiada quando a amiga de infância de Jackie, Sarah, visita e chama Jackie de "Megan". Jackie explica que mudou de nome por escolha própria, mas Jules não está satisfeita e visita Sarah e seu marido Daniel. Sarah explica que Jenny, uma garota que era amiga dela e de Jackie, acidentalmente se afogou no lago quando elas eram jovens e expressa surpresa por Jackie nunca ter mencionado isso. Jackie mais tarde afirma que não mencionou Jenny porque acreditava que o acidente foi sua culpa, embora a polícia a tenha inocentado de qualquer delito. Jules abraça sua esposa, consolando-a. Momentos depois, enquanto admira a vista da selva, Jackie empurra Jules da beira de um penhasco.
Jackie retorna para a cabana, praticando o telefonema choroso que ela vai fazer para a polícia, relatando a morte de Jules. Mas Jules, embora gravemente ferido, ainda está viva. Quando Jackie descobre que sua esposa foi embora, ela procura a floresta por ela, soluçando e implorando perdão a Jules. Jules fica tentada a se mostrar até que Jackie, sem saber que está sendo observada, revela que sua preocupação é uma atuação. Jules foge, chega em casa e cuida de seus ferimentos. Ela então atravessa a metade do lago em um barco antes que Jackie a alcance. Daniel vê as duas e, apesar das ameaças de Jackie, Jules organiza para eles virem jantar naquela noite.
Jackie revela que ela nunca amou Jules e pretende assassiná-la para lucrar com sua apólice de seguro de vida. Também está implícito que Jackie foi responsável pela morte de Jenny. Sarah suspeita de Jackie. Tendo ameaçado matar Sarah e Daniel, Jackie força Jules a fingir que tudo está normal, mas pega Jules tentando obter ajuda de Sarah. Ela corta a garganta de Daniel do lado de fora, persegue Sarah no andar de cima e a esfaqueia várias vezes. Jackie então força Jules a ajudá-la a se livrar dos corpos. Quando questionada sobre como ela se tornou assim, Jackie revela que ela simplesmente sempre foi desprovida de sentimentos ou consciência, dizendo que era "natureza, não criação". Jules espia por trás da cabeça empalhada de um urso que Jackie supostamente matou quando criança, e descobre uma caixa contendo colares que Jackie deu para suas esposas anteriores, todas as quais ela matou.
Jackie leva Jules de volta para a beira do penhasco, onde ela pretende empurrar sua esposa novamente, mas Jules consegue escapar apunhalando-a com um dardo tranquilizante. Jules foge no carro, mas retorna para confrontar Jackie. As duas lutam e Jackie eventualmente leva a melhor, nocauteando-a e, finalmente, jogando-a no mesmo penhasco de antes. Confiante de que Jules agora está morta, ela chama a polícia. Jackie (que é diabética), se injeta com insulina, mas começa a se sentir tonta. Ela descobre, por meio de um vídeo que Jules fez antes do confronto, que a insulina contém peróxido de hidrogênio. O peróxido causa coágulos sanguíneos no sistema de Jackie e, depois de vagar pela floresta, ela desmaia e morre de derrame.
De volta ao sopé do penhasco, Jules está deitada, olhos bem abertos, provavelmente morto. Enquanto o filme rola sobre um mar de árvores, uma inspiração aguda é ouvida, sugerindo que Jules sobreviveu à queda.

## Elenco
- Hannah Emily Anderson como Jackie
  - Charlotte Lindsay Marron como a jovem Jackie
- Brittany Allen como Jules
- Martha MacIsaac como Sarah
- Joey Klein como Daniel

## Produção
Nos estágios iniciais do desenvolvimento do filme, os personagens principais eram marido e mulher (em vez de um casal do mesmo sexo).
As filmagens ocorreram em Muskoka, Ontário.
Allen compôs a trilha sonora do filme, ganhando seu primeiro crédito desse tipo.

## Lançamento
What Keeps You Alive teve sua estreia mundial no SXSW Film Festival em 10 de março de 2018. Desde então, o filme também foi exibido no Inside Out, no Sydney Film Festival, no Cinepocalypse e no Popcorn Frights, bem como em outros festivais.
A IFC Midnight adquiriu o filme para distribuição nos Estados Unidos.  O filme estreou em Los Angeles e Nova York em 24 de agosto de 2018. Ele foi disponibilizado em vídeo sob demanda no mesmo dia.

## Recepção
No Rotten Tomatoes, o filme tem um índice de aprovação de 82% com base em 50 resenhas, com uma avaliação média de 6,8 / 10. O consenso dos críticos do site diz: "Inteligente, estiloso e bem-atuado, What Keeps You Alive prova que ainda é possível girar uma história de terror envolvente sem alterar fundamentalmente a fórmula estabelecida". Metacritic relata uma classificação média ponderada de 66 em 100, com base em 15 críticos, indicando "avaliações geralmente favoráveis".
Jamie Righetti do IndieWire deu ao filme um B+, escrevendo "Um dos aspectos mais refrescantes de What Keeps You Alive é que o filme oferece uma atualização muito necessária para o tropo Final Girl", e elogiou as performances de Anderson e Allen e os sustos no filme, mas criticou suas "poucas batidas previsíveis". Ela concluiu que o filme "é uma visão bem-vinda do que pode acontecer quando o tropo Final Girl pode evoluir". Brad Wheeler, escrevendo para o The Globe and Mail, deu ao filme uma pontuação de 3 estrelas de 4, descrevendo o filme como "um thriller canadense sombrio, visualmente atraente e ocasionalmente implausível". Ele concluiu: "a vitória de What Keeps You Alive não é seu segundo ato de tirar o fôlego (e um pouco longo demais), mas a questão da sobrevivência versus vingança que o filme levanta."
Andrew Whalen, da Newsweek, escreveu que o filme "sacrifica suas possibilidades mais interessantes em favor da simplicidade atarracada do psicopata cinematográfico, apagando a complexidade psicológica em personagens atraentes", e acrescentou: "What Keeps You Alive nunca encontra uma motivação para Jackie além de um natureza oculta - o serial killer dentro." Ele concluiu: "Cenas como o confronto final fora da tela ... poderiam ter sido convincentes se acreditássemos que era uma batalha de mentes. Em vez disso, parece que What Keeps You Alive está nos negando não apenas o horror psicológico, mas as emoções viscerais também."